# Blue Lagoon (koktejl)
Blue lagoon (modrá laguna) je alkoholický koktejl, který zaujme především svojí barvou, díky níž si i vysloužil svůj název. Autorem míchaného nápoje je barman Andrew Mac Elhone, který ho vytvořil v roce 1972.

## Ingredience
- 4cl Blue Curaçao likér
- 3cl vodka
- Sprite (nebo jen soda)
- citron, led

## Postup
Highball sklenici naplníme ledem a nalijeme Curacao a vodku, doplníme Spritem nebo sodou a kapkou citronu. Sklenici ozdobíme kolečkem citronu.
Pozn.: existuje i varianta tohoto nápoje kde je Sprite potažmo soda nahrazena pomerančovým džusem, koktejl se zbarví do zelena a je znám pod názvem Chameleon.